# UnionBank
UnionBank est une banque philippine fondée en 1968.

## Histoire
En décembre 2021, UnionBank annonce l'acquisition des activités de banque de détail aux Philippines de Citigroup pour 908 millions de dollars.